# Portrait d'un graveur de pierres fines
Le Portrait d'un graveur de pierres fines (ou Portrait d'un joaillier) est une peinture à l'huile sur bois réalisée vers 1517-1518 par le peintre maniériste italien Pontormo. Elle fut acquise auprès du marchand d'art Everhard Jabach par Louis XIV en 1671 et est conservée aujourd'hui au musée du Louvre à Paris.

## Description
Il s'agit peut-être de l'un des premiers portraits survivants de l'artiste et il est toujours proche du style de son maître Andrea del Sarto. L'identification de son sujet comme joaillier se base sur le burin qu'il tient et sur la pièce de métal posée sur la table, prête à être incrustée de bijoux. 

## Source de traduction
- (en) Cet article est partiellement ou en totalité issu de l’article de Wikipédia en anglais intitulé « Portrait of a Jeweler » (voir la liste des auteurs).